# Union démocratique (Argentine)
Pour les articles homonymes, voir Union démocratique.
Dans l’histoire politique de l’Argentine, l’Union démocratique (en espagnol Unión Democrática, en abrégé UD) était une alliance électorale conclue en 1945 entre l’Union civique radicale (UCR), le Parti socialiste, le Parti communiste et le Parti démocrate progressiste, en vue d’affronter le binôme (fórmula) Juan Perón / Hortensio Quijano lors de l'élection présidentielle argentine de 1946.
Peu de mois après la fin de la Deuxième Guerre mondiale, tant les Alliés que les classes moyennes argentines continuaient de percevoir dans le régime issu de la Révolution de 1943 en général, et dans la figure de Perón en particulier, des réminiscences du fascisme vaincu — ce qui motiva la constitution de la susmentionnée alliance électorale, jusque-là inédite.
L’UCR, dont la direction était aux mains des alvéaristes, gardait au sein de cette coalition une nette prépondérance, à telle enseigne que c’est elle qui fournit les candidats tant à la présidence qu’à la vice-présidence, à savoir le binôme José P. Tamborini / Enrique Mosca. Cette configuration cependant laissait à l’écart la fraction yrigoyéniste du radicalisme, laquelle se partageait entre l’appui assumé à la candidature de Perón (posture incarnée par l’Unión Cívica Radical Junta Renovadora) et l’opposition interne aux dénommés « unionistes », laquelle opposition interne était représentée principalement par la fraction dite « intransigeante » (de centre-gauche) emmenée entre autres par Ricardo Balbín et Arturo Frondizi. D’autre part, les radicaux exclurent de la coalition leurs anciens ennemis, les conservateurs, regroupés dans le Parti démocrate national (PDN), exclusion qui se révélera un coup mortel pour le PDN, lequel finit par se désagréger peu d’années plus tard, sans que dans la suite aucun parti conservateur ne réussisse à prendre la relève avec quelque chance de succès électoral.
La défaite de la coalition au scrutin du 24 février 1946 détermina la dissolution de l’UD et modifia notablemente le rapport de forces entre les partis qui la composaient et leur stratégie ultérieure.

## Antécédents

### L’Union démocratique avant 1943
Les prémices de l’Union démocratique remontent aux dernières années de la dénommée Décennie infâme (1930-1943), lorsque les partis Union civique radicale (UCR), socialiste et démocrate progressiste (le Parti communiste agissant à l’ombre de ce dernier) commencèrent une série de réunions dans la perspective de constituer une alliance électorale capable d’affronter la Concordancia, la coalition politique sur laquelle s’appuyait le pouvoir alors en place et qui était composée de l’Union civique radicale antipersonnaliste (sécessionniste de l’UCR), du Parti démocrate national et du Parti socialiste indépendant.
Le nom proposé pour désigner cette alliance d’opposition était Unión Democrática ou Unidad Democrática. Les partisans de cette coalition reçurent la dénomination d’« unionistes » (dénomination utilisée surtout entre radicaux) ou de « démocratiques ».
Cette alliance cependant ne réussit pas à se mettre sur pied, en partie à cause de l’opposition interne au sein de l’UCR, où faisait obstacle la fraction qui dans la suite se donnera le nom d’intransigeant, et en partie à cause de la rivalité entre socialistes et démocrates progressistes pour la vice-présidence.
Il faut se garder de confondre l’Union démocratique qui tenta de se constituer entre 1940 et 1942, avec celle qui prit corps en 1945, encore qu’il ait existé des connexions entre ces deux expériences.

## Origine

### Péronisme et antipéronisme
Le 4 juin 1943 eut lieu un coup d’État militaire qui renversa le président Ramón Castillo, prélude à une période de l’histoire argentine connue sous le nom de Révolution de 43, régime au sein duquel le colonel Juan Perón, s’appuyant sur les syndicats et menant une politique sociale hardie, allait à partir d’octobre 1943 jouer un rôle de plus en plus prépondérant. Si au début la majorité des partis politiques (à l’exception du Parti communiste) soutenaient, à des degrés divers, le nouveau gouvernement militaire, une ample opposition se mit peu à peu en place, dans laquelle plus particulièrement le mouvement étudiant occupait une place de premier plan.
En 1945, cette opposition se mit à s’organiser et à se coordonner, en particulier sous la houlette de l’ambassadeur des États-Unis Spruille Braden, notoirement hostile au syndicalisme et favorable à la politique dite du gros gourdin, consistant à faire intervenir les États-Unis directement dans les pays latinoaméricains, sous couvert de combattre d’abord le nazisme (pendant la Deuxième Guerre mondiale), puis le communisme (pendant la Guerre froide).
L’opposition choisit de miser sur une dénonciation du présumé caractère nazi du gouvernement militaire issu du putsch de 1943 et sur une critique de la politique sociale que celui-ci menait avec l’appui d’une fraction majoritaire du syndicalisme, et fit ainsi de Juan Perón, à ce moment vice-président, ministre de la Guerre et secrétaire au Travail du régime militaire, la cible privilégiée de ses critiques.
La première action coordonnée de l’opposition eut lieu le 16 juin 1945 sous la forme du célèbre Manifeste du commerce et de l’industrie (Manifiesto del Comercio y la Industria), dans lequel 321 organisations patronales, avec à leur tête la bourse de commerce de Buenos Aires et la Chambre de commerce d’Argentine, mettaient violemment en cause la politique sociale du gouvernement. La principale doléance du secteur entrepreneurial concernait l’instauration d’« un climat de méfiance, de provocation et de rébellion, qui attise le ressentiment et un esprit permanent d’hostilité et de revendication ».
Le mouvement syndical, au sein duquel un appui franc et ouvert à Perón n’avait pas prédominé jusque-là, ne fut pas long à réagir en défense de la politique sociale menée par le gouvernement, et la confédération syndicale CGT organisa le 12 juillet une manifestation de foule sous le mot d’ordre « Contre la réaction capitaliste ». D’après l’historien radical Félix Luna, ce fut la première fois que les travailleurs s’identifiaient comme péronistes. 
La polarisation sociale et politique cependant ne cessa de s’exacerber. L’anti-péronisme se saisit du drapeau de la démocratie et critiqua virulemment chez ses adversaires ce qu’elle qualifia d’attitudes anti-démocratiques ; les péronistes pour leur part se drapèrent de la bannière de la justice sociale et blâmaient vertement chez leurs adversaires leur dédain envers les travailleurs. En écho à cette polarisation, le mouvement étudiant exprima son opposition avec le slogan « Non à la dictature des espadrilles », à quoi le mouvement syndical répliqua par « Espadrilles oui, livres non ». 

#### Le Comité de coordination démocratique
Vers la mi-août 1945 fut créé un Comité de coordination démocratique (Junta de Coordinación Democrática), présidé par le radical Ricardo Garbellini et composé de Justiniano Allende Posse (Centre argentin des ingénieurs), Germán López (Fédération universitaire argentine), Bernardo Houssay (homme de science), José Santos Gollán (recteur de l’université nationale du Litoral), Alejandro Lastra, Joaquín de Anchorena (Société rurale argentine), Laureano Landaburu (PDN), Juan José Díaz Arana (Parti démocrate progressiste), des radicaux antipersonnalistes José M. Cantilo et Diógenes Taboada, des socialistes Nicolás Repetto et Alfredo Palacios, du démocrate chrétien Manuel Ordóñez, du radical Gabriel Oddone, Carlos E. Díaz Cisneros, et du communiste Rodolfo Aráoz Alfaro.

#### Marche pour la constitution et la liberté

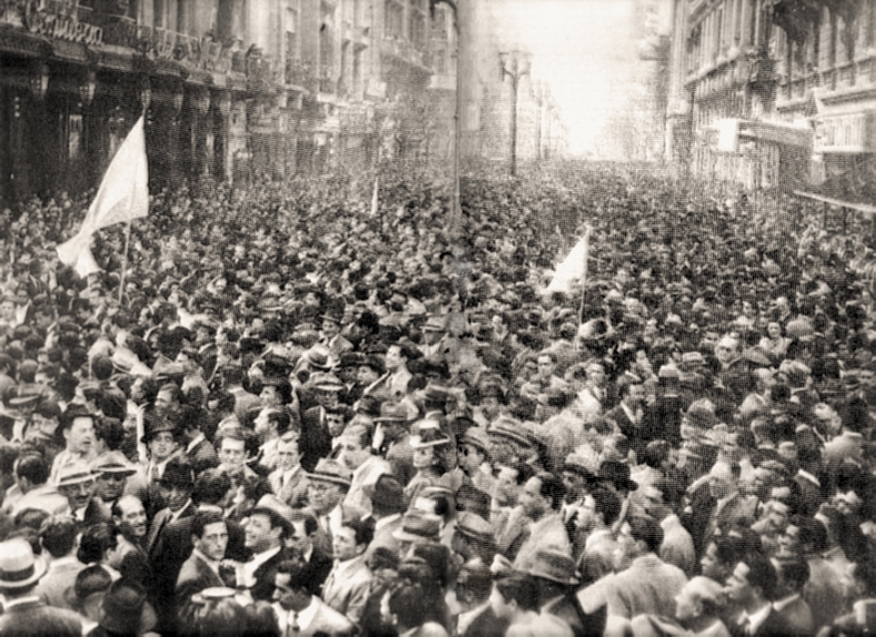
Marche pour la constitution et la liberté du 19 septembre 1945.

Le 19 septembre 1945, l’opposition se présenta unie pour la première fois, sous les espèces d’une énorme manifestation de plus de 200 000 personnes, appelée Marche pour la constitution et la liberté, qui défila du palais du Congrès jusqu’au quartier de la Recoleta. Une cinquantaine de personnalités de l’opposition ouvrirent la marche, parmi lesquelles les radicaux José P. Tamborini, Enrique Mosca, Ernesto Sammartino et Gabriel Oddone, le socialiste Nicolás Repetto, les radicaux antipersonnalistes José M. Cantilo et Diógenes Taboada, le conservateur (PDN) Laureano Landaburu, les démocrates chrétiens Manuel Ordóñez et Rodolfo Martínez, le philocommuniste Luis Reissig, le démocrate progressiste Juan José Díaz Arana et le recteur de l’UBA, Horacio Rivarola.
L’historien Miguel Ángel Scenna commente ainsi cet événement :

« La marche fut une spectaculaire démonstration de force de l’opposition. Une longue et compacte masse de 200 000 personnes ― quelque chose qui ne s’était vu que peu de fois, voire jamais ― inonda les trottoirs et la chaussée. »

Il a été dit que la manifestation se composait majoritairement de personnes issues des classes moyennes et supérieures, ce qui est historiquement indiscutable ; cela toutefois n’enlève rien à sa signification historique, à son amplitude sociale et à sa pluralité politique. Il serait sans doute possible, avec le recul, de considérer que ne s’y exprimait que l’une de ces deux moitiés en lesquelles la population se trouvait alors partagée, mais au moment même la marche apparut comme l’unité de la quasi-totalité des forces politiques et sociales actives dans le pays.
La marche de l’opposition eut une forte répercussion sur le pouvoir de Farrell-Perón et déchaîna une succession de rébellions militaires antipéronistes, qui atteignirent leur point culminant le 8 octobre 1945, lorsque les forces militaires de Campo de Mayo, sous le commandement du général Eduardo Ávalos (l’un des chefs de file du GOU), exigèrent la démission et la détention de Perón. Le 11 octobre, les États-Unis sollicitèrent la Grande-Bretagne de cesser d’acheter des biens argentins pendant deux semaines pour provoquer la chute du gouvernement. Le 12 octobre, Perón fut appréhendé et conduit sur l’île Martín García, à la suite de quoi les dirigeants du mouvement d’opposition eurent le pays et le gouvernement à leur disposition ; en effet, « Perón était un cadavre politique », et le gouvernement, formellement encore présidé par Farrell, se trouvait en réalité aux mains du général Ávalos, qui accéda au poste de ministre de la Guerre en remplacement de Perón et n’avait d’autre intention désormais que de remettre le pouvoir aux civils dès que possible.
Aussitôt après la démission de Perón, la Casa Radical, siège de l’UCR, sise rue de Tucumán à Buenos Aires, devint le centre de delibération de l’opposition. Cependant, les jours se passèrent sans que la moindre résolution ne fût prise, et le 17 octobre 1945 se produisit une vaste manifestation ouvrière qui obtint la libération de Perón et la convocation d’élections libres.

## Création de l’Union démocratique

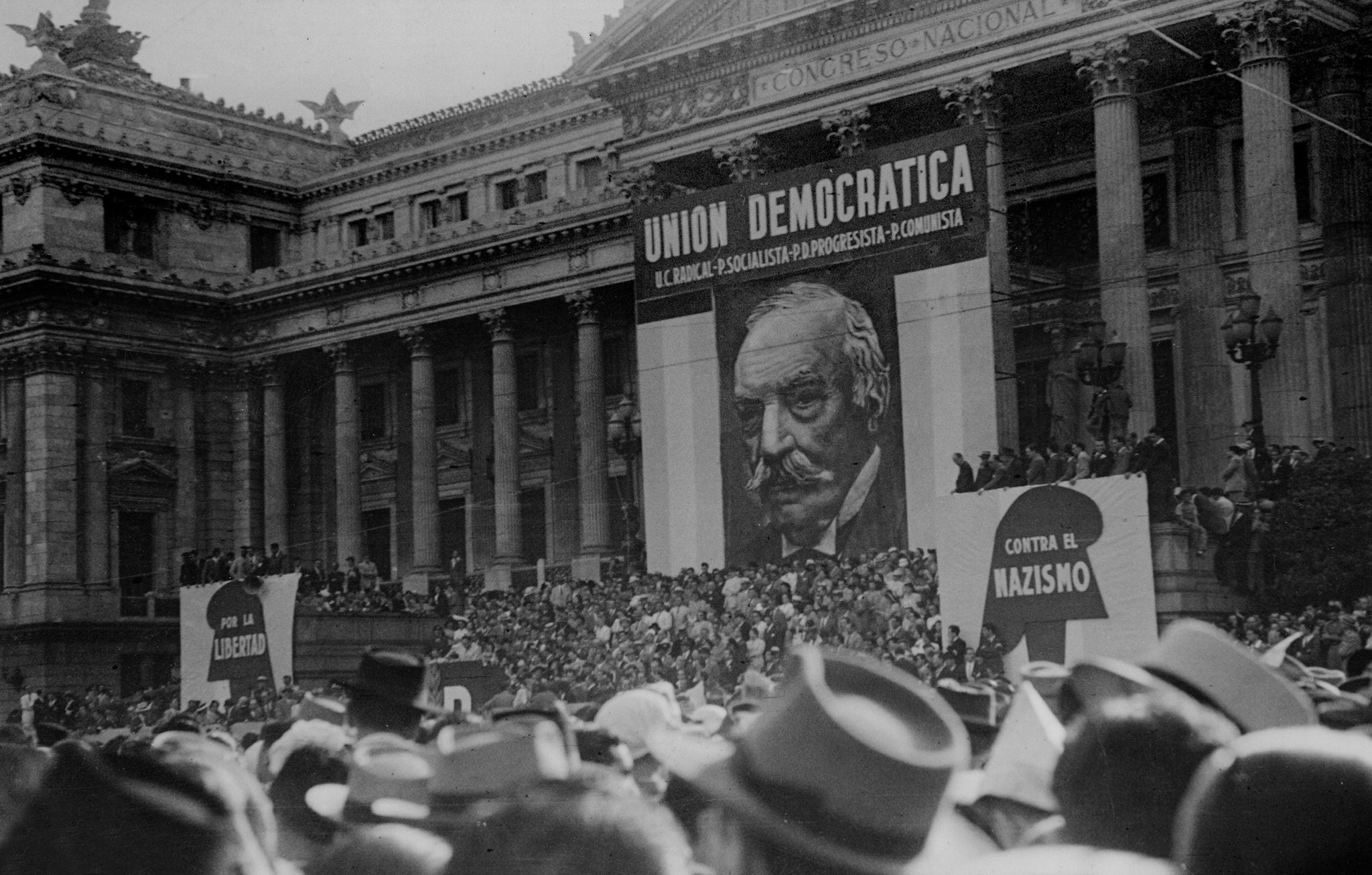
Rassemblement devant le Congrès du 8 decembre 1945.

Après l’appel à élections, les partis socialiste, communiste, démocrate progressiste et démocrate national (PDN) insistaient sur la nécessité de conclure une alliance avec l’Union civique radicale. Celle-ci toutefois demeurait indécise, car la fraction intransigeante, avec à sa tête notamment Amadeo Sabattini, Arturo Frondizi et Ricardo Balbín, y faisaient obstacle.
Finalement, le 14 novembre 1945, la fraction radicale unioniste de l’UCR sut imposer son point de vue et la coalition Unión Democrática (UD) fut mise sur pied, moyennant toutefois qu’en restât exclu le Parti démocrate national (PDN) et que le binôme (fórmula) présidentiel fût exclusivement radical. Le radicalisme choisit pour ses candidats à la présidentielle deux radicaux unionistes : José P. Tamborini et Enrique Mosca. Les historiens s’accordent à mettre en relief les qualités morales de Tamborini, mais aussi son manque de « stature politique » pour affronter Juan Perón,.
Les autres partis pour leur part réprouvaient l’ostracisme prononcé contre le Parti démocrate national ; l’UCR cependant ne pardonnait pas la répression et la fraude électorale systématique auquel ce parti s’était livré pendant la Décennie infâme. Ce néanmoins, le PDN donnera la consigne de voter pour le binôme Tamborini-Mosca, mais son exclusion de l’alliance antipéroniste précipitera son ultérieure fragmentation. Pourtant, dans quelques cas, comme dans la province de Córdoba, le PDN sera formellement intégré à l’alliance.
Se joindront également à l’alliance UD une série de petits partis, tels que le Parti populaire catholique et l’Unión Centro Independientes, ainsi que quelques organisations importantes tant étudiantes (la Fédération universitaire argentine, la Fédération universitaire de Buenos Aires, etc.) que patronales (l’Union industrielle argentine, la Société rurale argentine, la Chambre de commerce d'Argentine, etc.) et professionnelles (le Centro de Ingenieros, l’Association des avocats, la Société argentine des écrivains, etc.).
L’UD présenta des candidats uniques, sous l’étiquette de la fórmula présidentielle, mais permit que chaque parti présentât aussi ses propres candidats dans les différentes circonscriptions. Si l’UCR entra effectivement en lice avec ses propres candidats dans tous les cas, les autres partis de la coalition mettront en œuvre différentes variantes. Les démocrates progressistes et les communistes conclurent dans la capitale fédérale une alliance dénommée Unité et Résistance, qui présenta comme candidats au sénat Rodolfo Ghioldi (PC) et Julio Noble (PDP), et dans la province de Córdoba, l’alliance incluait les conservateurs du PDN. Les socialistes aussi étaient inclins à présenter toujours leurs propres candidats. À noter que ces élections étaient un scrutin indirect où l’on élisait les membres d’un collège électoral chargé de désigner le président.

## Campagne électorale
De manière générale, les forces politiques et sociales de l’époque prévoyaient de façon certaine une ample victoire de l’Union démocratique. Le journal Crítica calcula que Tamborini obtiendrait 332 grands électeurs contre seulement 44 pour Perón. En février 1946, les démocrates progressistes et les communistes avaient envisagé de tenter un coup d’État sous la conduite du colonel Suárez, coup de force que l’Union civique radicale jugea cependant superflu, attendu que la victoire à l’élection était selon eux acquise. Le jour même des élections, peu après la fermeture des bureaux de vote, le dirigeant socialiste Nicolás Repetto exprima comme suit cette assurance dans la victoire, en même temps qu’il louangeait la transparence du scrutin :

« L’on peut être assuré que le régime en place a été battu de façon écrasante par les forces démocratiques, pendant une journée civique où il y a lieu de reconnaître que les forces armées ont tenu leur parole de garantir la pureté du processus électoral. »

Durant la campagne électorale se produisirent deux événements qui auront une incidence importante sur le résultat final du scrutin :
- Pendant la campagne, le gouvernement fit adopter le décret-loi 33.302/45 portant création de la Solde annuelle complémentaire (Sueldo Anual Complementario, prime de fin d’année, en abrégé SAC), ainsi que d’autres mesures sociales. Les organisations patronales firent ouvertement opposition à cette mesure et fin décembre 1945 aucune entreprise n’avait encore versé le SAC. En réaction, la CGT déclara une grève générale, à laquelle le patronat à son tour répliqua par un lock-out dans les grandes entreprises commerciales. L’Union démocratique, y compris les partis ouvriers (socialiste et communiste) qui en faisaient partie, soutint dans le conflit le secteur patronal en s’opposant au SAC, alors que le péronisme appuyait ouvertement les syndicats dans leur lutte pour l’obtenir. Peu de jours plus tard, les syndicats remportèrent sur ce point une importante victoire, qui renforça le péronisme et provoqua la discorde dans les forces antipéronistes, après que celles-ci eurent négocié avec le patronat la reconnaissance du SAC et son versement en deux tranches[18].
- Un autre fait important survenu pendant la campagne fut la publication du Livre bleu. Moins de deux semaines avant les élections, le 11 février 1946, fut rendue publique une initiative officielle du gouvernement des États-Unis, intitulée Consultation entre les républiques américaines relativement à la situation argentine, mieux connue sous la dénomination de Livre bleu[19]. Ladite initiative avait été préparée par Spruille Braden et consistait dans la tentative par les États-Unis d’obtenir une mise sous occupation militaire internationale de l’Argentine, en application de la dénommée Doctrine Rodríguez Larreta. L’Union démocratique appuya le Livre bleu et l’immédiate occupation militaire de l’Argentine par des forces armées sous les ordres des États-Unis, et exigea de surcroît l’inéligibilité légale de Perón à la présidence. Perón contre-attaqua en publiant le Libro Azul y Blanco (le Livre bleu et blanc, en référence aux couleurs du drapeau argentin), et lança un slogan établissant de façon percutante l’alternative en présence, « Braden ou Perón », qui eut une forte influence sur l’opinion publique au moment du scrutin[20].

À l’encontre des pronostics, Perón obtint aux élections du 24 février 1 527 231 voix (55 %) contre 1 207 155 voix en faveur de Tamborini (45 %), et de plus sortit vainqueur dans toutes les provinces moins celle de Corrientes et de Córdoba. La défaite fut particulièrement cuisante pour les partis socialiste et communiste, qui n’auront plus aucune représentation au Congrès national.

## Conséquences de la défaite du 24 février 1946
La défaite électorale prit figure de débâcle pour la plupart des forces politiques qui avaient été partie prenante de l’Union démocratique, qui par la suite cessa tout à fait de se réunir.
Au sein de l’UCR, les intransigeants critiquaient durement les unionistes et les évincèrent définitivement de la tête du parti.
Les partis socialiste et communiste s’engageront dans une période de décadence prolongée, où ils n’auront quasiment plus aucune représentation dans la classe ouvrière, pourtant leur électorat naturel. En ce qui concerne plus particulièrement le socialisme, les dissensions internes à propos de la position qu’il convenait d’adopter vis-à-vis du péronisme allaient fragmenter le parti en une myriade de petites factions.
Le Parti démocrate national (conservateur) disparut, et jamais depuis lors un parti conservateur ayant quelque envergure électorale ne surgira plus en Argentine.